# Чешмеджи, Билял Мамут
Биля́л Маму́т Чешмеджи́ (крымскотат. Bilâl Mamut Çeşmeci, Билял Мамут Чешмеджи; Таврическая губерния, 1899 — 17 апреля 1938, Симферополь). В 1920-х годах — заведующий Симферопольским рабфаком. В 1928 — 1934 годах — нарком здравоохранения Крымской АССР. В 1934 — 1938 годах – управляющий Крымгосиздатом. Арестован по «делу Самединова». Расстрелян 17 апреля 1938 года.

## Биография
Окончил Академию коммунистического воспитания имени Н. К. Крупской.
Работал заведующим Симферопольским рабфаком в 1920-x годах.
В связи с «делом Вели Ибраимова», в органах подчинённых Наркомпросу Крымской АССР начались «чистки», была создана комиссия Крымского ЦИКа по проверке деятельности руководителей учреждений образования, в результате которой был уволен. 
В 1928 — 1934 годах работал наркомом здравоохранения Крымской АССР. Принимал участие в подготовительных мероприятиях для открытия Крымского медицинского института. 
В 1934 — 1938 годах управлял Крымгосиздатом, где под его руководством издавались учебники, содержавшие эпос «Чора батыр», «Эдиге», «Кер оглы».
Обвинен в письменной связи с дочерью Исмаила Гаспринского Айше, проживающей в Стамбуле. Арестован в 1937 году. В этом же году арестована его жена, Чешмеджи Зера, как член семьи изменника Родины (реабилитирована в 1957 году).
Расстрелян 17 апреля 1938 года в Симферополе.